# Liste der Bodendenkmäler in Marktoffingen
Auf dieser Seite sind die Bodendenkmäler in der schwäbischen Gemeinde Marktoffingen zusammengestellt. Diese Tabelle ist eine Teilliste der Liste der Bodendenkmäler in Bayern. Grundlage ist die Bayerische Denkmalliste, die auf Basis des Bayerischen Denkmalschutzgesetzes vom 1. Oktober 1973 erstmals erstellt wurde und seither durch das Bayerische Landesamt für Denkmalpflege geführt wird. Die folgenden Angaben ersetzen nicht die rechtsverbindliche Auskunft der Denkmalschutzbehörde.

## Bodendenkmäler der Gemeinde Marktoffingen

### Bodendenkmäler in der Gemarkung Maihingen
| Lage                 | Objekt                                                                            | Akten-Nr.     | Bild |
| -------------------- | --------------------------------------------------------------------------------- | ------------- | ---- |
| Maihingen (Standort) | Siedlung vorgeschichtlicher Zeitstellung, Villa rustica der römischen Kaiserzeit. | D-7-7028-0073 |      |

### Bodendenkmäler in der Gemarkung Marktoffingen
| Lage                     | Objekt | Akten-Nr.     | Bild |
| ------------------------ | --- | ------------- | ---- |
| Marktoffingen (Standort) | Burgstall des Mittelalters. | D-7-7028-0064 |      |
| Marktoffingen (Standort) | Straße der römischen Kaiserzeit. | D-7-7028-0065 |      |
| Marktoffingen (Standort) | Mittelalterliche und frühneuzeitliche Befunde im Bereich der Katholischen Pfarrkirche Mariä Heimsuchung in Marktoffingen mit Kirchhofbefestigung.                                                        | D-7-7028-0066 |      |
| Marktoffingen (Standort) | Siedlung der Bronzezeit. | D-7-7028-0102 |      |
| Marktoffingen (Standort) | Siedlung der Urnenfelderzeit. | D-7-7028-0103 |      |
| Marktoffingen (Standort) | Siedlung der Urnenfelderzeit. | D-7-7028-0105 |      |
| Marktoffingen (Standort) | Freilandstation des Mesolithikums und Siedlung vorgeschichtlicher Zeitstellung. | D-7-7028-0110 |      |
| Marktoffingen (Standort) | Siedlung vorgeschichtlicher Zeitstellung. | D-7-7028-0112 |      |
| Marktoffingen (Standort) | Freilandstation des Jungpaläolithikums. | D-7-7028-0115 |      |
| Marktoffingen (Standort) | Siedlung der Linearbandkeramik sowie der Bronzezeit, Hallstatt- und Latènezeit. | D-7-7028-0121 |      |
| Marktoffingen (Standort) | Freilandstation des Mesolithikums sowie Siedlung vorgeschichtlicher Zeitstellung und der römischen Kaiserzeit.                                                                                           | D-7-7028-0123 |      |
| Marktoffingen (Standort) | Siedlung vorgeschichtlicher Zeitstellung. | D-7-7028-0130 |      |
| Marktoffingen (Standort) | Siedlung vorgeschichtlicher Zeitstellung. | D-7-7028-0131 |      |
| Marktoffingen (Standort) | Siedlung vorgeschichtlicher Zeitstellung. | D-7-7028-0132 |      |
| Marktoffingen (Standort) | Siedlung des Alt- und Mittelneolithikums, der Bronzezeit und der Hallstattzeit. | D-7-7028-0135 |      |
| Marktoffingen (Standort) | Siedlung des Neolithikums. | D-7-7028-0138 |      |
| Marktoffingen (Standort) | Siedlung des Neolithikums und der Hallstattzeit. | D-7-7028-0139 |      |
| Marktoffingen (Standort) | Siedlung der römischen Kaiserzeit. | D-7-7028-0142 |      |
| Marktoffingen (Standort) | Freilandstation des Mesolithikums, Siedlung des Neolithikums, der Bronzezeit und Urnenfelderzeit und des frühen Mittelalters.                                                                            | D-7-7028-0144 |      |
| Marktoffingen (Standort) | Siedlung des Neolithikums. | D-7-7028-0148 |      |
| Marktoffingen (Standort) | Siedlung des Neolithikums, darunter der Linearbandkeramik und des Mittelneolithikums, sowie der Bronzezeit, Urnenfelder-, Hallstatt- und Latènezeit.                                                     | D-7-7028-0149 |      |
| Marktoffingen (Standort) | Siedlung der Urnenfelderzeit. | D-7-7028-0150 |      |
| Marktoffingen (Standort) | Siedlung der Linearbandkeramik, der Bronzezeit, Hallstatt- und Latènezeit, Villa rustica der römischen Kaiserzeit sowie Siedlung der Völkerwanderungszeit und des Mittelalters.                          | D-7-7028-0151 |      |
| Marktoffingen (Standort) | Siedlung der Linearbandkeramik, der Bronzezeit, der Urnenfelderzeit, der römischen Kaiserzeit, der Völkerwanderungszeit und des Frühmittelalters; Brandgräber vor- und frühgeschichtlicher Zeitstellung. | D-7-7028-0152 |      |
| Marktoffingen (Standort) | Siedlung des Neolithikums, der Latènezeit, der römischen Kaiserzeit und des Frühmittelalters. | D-7-7028-0153 |      |
| Marktoffingen (Standort) | Siedlung vorgeschichtlicher Zeitstellung. | D-7-7028-0160 |      |
| Marktoffingen (Standort) | Mittelalterliche und frühneuzeitliche Befunde im Bereich der hochmittelalterlichen St. Ulrichskapelle bei Marktoffingen.                                                                                 | D-7-7028-0189 |      |
| Marktoffingen (Standort) | Frühneuzeitliche Befunde im Bereich der Katholischen Kapelle Hl. Kreuz bei Marktoffingen. | D-7-7028-0190 |      |
| Marktoffingen (Standort) | Siedlung der Urnenfelderzeit. | D-7-7028-0191 |      |

### Bodendenkmäler in der Gemarkung Minderoffingen
| Lage                      | Objekt | Akten-Nr.     | Bild |
| ------------------------- | --- | ------------- | ---- |
| Minderoffingen (Standort) | Grabhügel vorgeschichtlicher Zeitstellung.                                                                              | D-7-7028-0047 |      |
| Minderoffingen (Standort) | Grabhügel der Hallstattzeit.                                                                                            | D-7-7028-0048 |      |
| Minderoffingen (Standort) | Brandgräber der Urnenfelderzeit.                                                                                        | D-7-7028-0049 |      |
| Minderoffingen (Standort) | Siedlung vor- und frühgeschichtlicher Zeitstellung.                                                                     | D-7-7028-0083 |      |
| Minderoffingen (Standort) | Mittelalterliche und frühneuzeitliche Befunde im Bereich der Katholischen Pfarrkirche St. Laurentius in Minderoffingen. | D-7-7028-0157 |      |

### Bodendenkmäler in der Gemarkung Utzwingen
| Lage                 | Objekt                                                                       | Akten-Nr.     | Bild |
| -------------------- | ---------------------------------------------------------------------------- | ------------- | ---- |
| Utzwingen (Standort) | Freilandstation des Mesolithikums, Siedlung vorgeschichtlicher Zeitstellung. | D-7-7028-0062 |      |